# Enigmail
O Enigmail é um plugin para o o Mozilla Thunderbird que adiciona ao navegador as funções de criptografar, descriptografar, assinar e verificar assinaturas dos e-mails com o GnuPG pressionando apenas um botão no próprio Thunderbird.
O software conta ainda com um gestor de chaves e com regras automáticas por destinatário.